# Eva Ribich

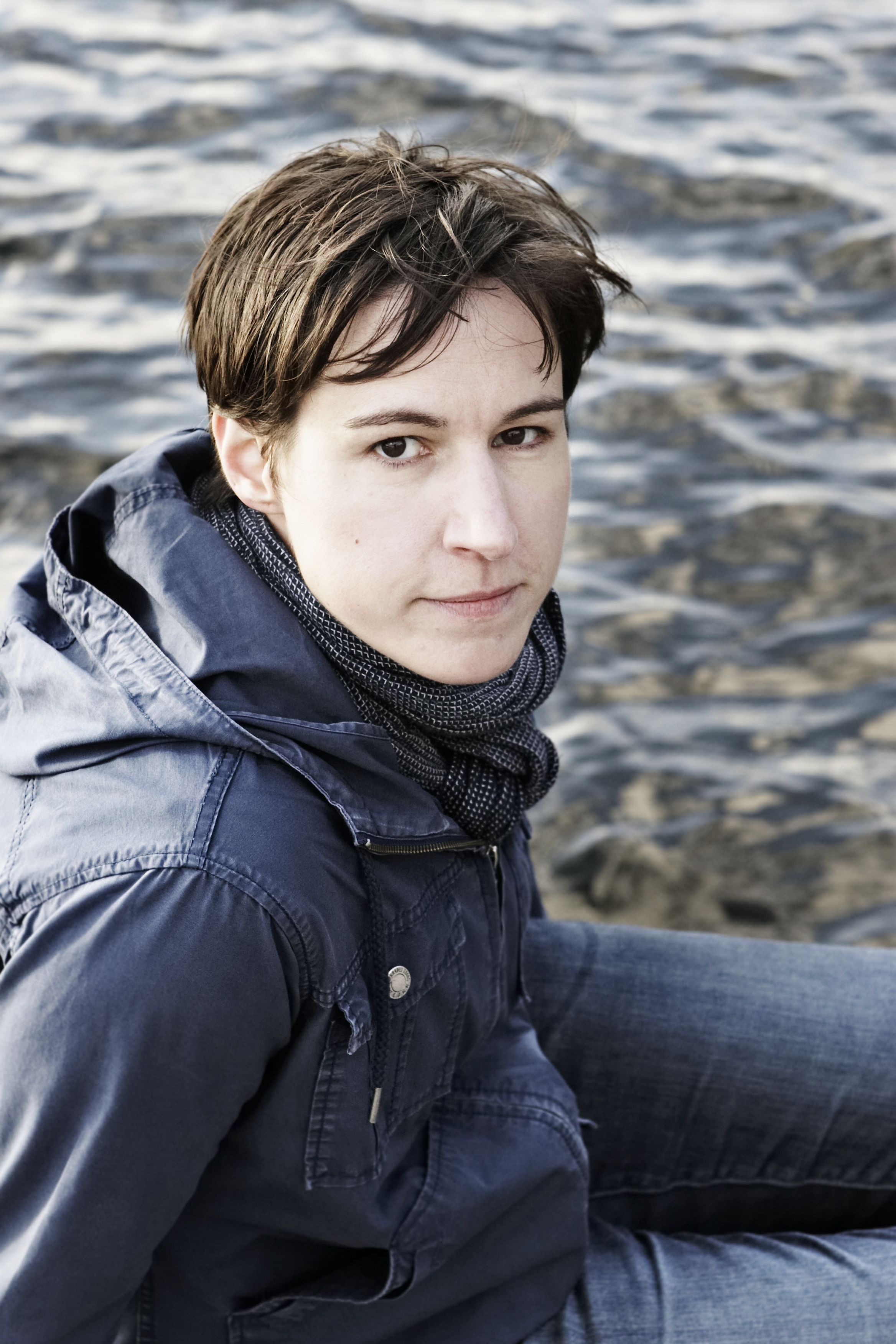
Eva Ribich (2009)

Eva Ribich (* 1970 in Chapel Hill, North Carolina) ist eine schwedische Poetin.

## Leben
Eva Ribich wurde in den Vereinigten Staaten geboren. Im Alter von vier Jahren zog die Familie nach Schweden, wo sie in Täby aufwuchs. Sie studierte Informatik und Systemwissenschaften an der IT University in Kista und Kreatives Schreiben an der Nordens författarskola auf Biskops-Arnö.
Mit der Gedichtsammlung  debütierte sie 1997 als Schriftstellerin. Ein Jahr später erhielt sie mit der Begründung, dass sie die „alltägliche Dinge mit einer Sinnlichkeit und Sensibilität“ beschreibe, den Stig-Carlson-Preis. Für ihre 2007 veröffentlichte Gedichtsammlung Ljuset kommer in underifrån erhielt sie sowohl eine Auszeichnung mit dem 100.000 schwedischen Kronen dotierten Gerard-Bonnier-Lyrikpreis als auch mit dem 25.000 schwedischen Kronen dotierten Guldprinsen.
Ribich lebt offen homosexuell und in Stockholm.

## Werke (Auswahl)
- Med kinden mot det gula (1997)
- Du är den ende mitt hjärta har velat (2000)
- Längs med gräns (2003)
- Ljuset kommer in underifrån (2007)
- Det är vatten så långt jag kan se och längre (2010)
- Vi vaknar (2012)